# Cynorkis sylvatica
Cynorkis sylvatica är en orkidéart som beskrevs av Jean Marie Bosser. Cynorkis sylvatica ingår i släktet Cynorkis, och familjen orkidéer. Inga underarter finns listade i Catalogue of Life.